# Matthew Morrison
Matthew James Morrison (ur. 30 października 1978 w Ford Ord) − amerykański piosenkarz i aktor telewizyjny i musicalowy. Znany głównie ze swoich występów na Broadwayu oraz z pierwszoplanowej roli nauczyciela, Willa Schuestera w głośnym i popularnym serialu muzycznym Glee od 2009 roku. Za swoją kreację został nominowany do Złotego Globu 2009 w kategorii Najlepszy aktor w serialu komediowym lub musicalu, a także otrzymał Satelitę 2009 (Satelite Awards) w tożsamej kategorii. W 2011 wydał swoją pierwszą solową płytę zatytułowaną Matthew Morrison.

## Życiorys

### Wczesne lata
Urodził się w Ford Ord w Kalifornii, jako syn Mary Louise (z domu Fraser) i Thomasa Morrisona. Wychowywał się w Chico. Uczył się aktorstwa w Collaborative Arts Project 21 (CAP21). Ukończył Orange County High School of the Arts, przy Los Alamitos High School. Uczęszczał do Tisch School of the Arts przy Uniwersytecie Nowojorskim.

### Kariera
W 2002 rozpoczął sceniczną karierę od występów na Broadwayu w musicalach: Footloose i The Rocky Horror Show. W 2001 występował z zespołem LMNT. W latach 2002–2004 grał Linka Larkina w broadwayowskim musicalu Johna Watersa Lakier do włosów (Hairspray). 
Pojawiał się gościnnie w serialach: Seks w wielkim mieście (Sex and the City, 1999), CSI: Kryminalne zagadki Miami (2002), Nocny kurs (Hack, 2003) i Wzór (Numb3rs, 2005). Grał też małe role w tragikomedii Barwy kampanii (Primary Colors, 1998), komedii muzycznej Marci X (2003) z Lisą Kudrow i komedii romantycznej Prosto w serce (Music and Lyrics, 2007) z Hugh Grantem i Drew Barrymore. Wystąpił jako Sir Harry w Once Upon a Mattress z Tracey Ullman, Zooey Deschanel i Carol Burnett. 
W 2009 przyjął rolę nauczyciela języka hiszpańskiego Willa Schuestera w serialu muzycznym Glee. W 2019 dołączył do obsady serialu grozy American Horror Story: 1984.

## Filmografia

### Filmy

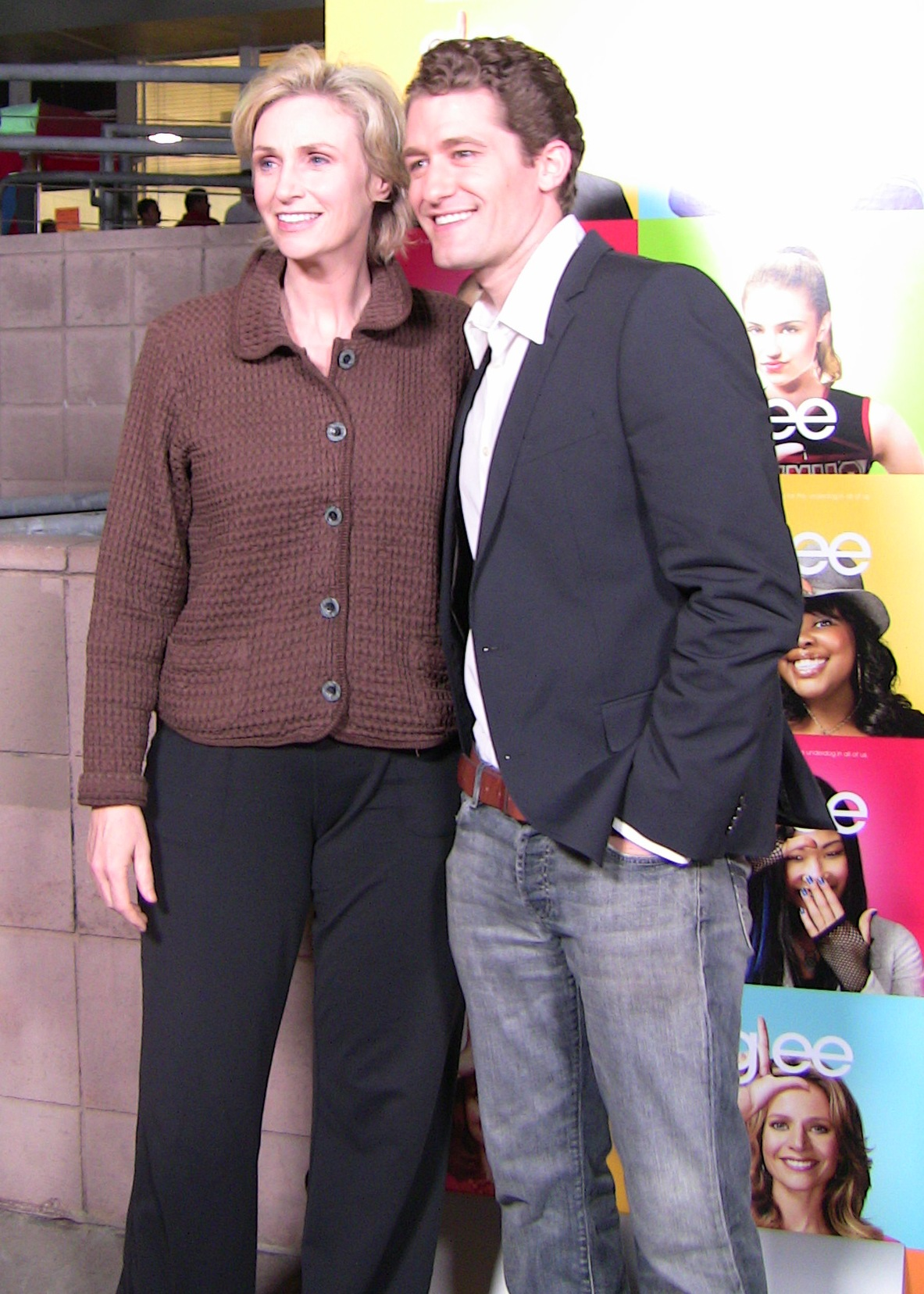
Matthew Morrison razem z gwiazdą Glee Jane Lynch

| rok  | tytuł                                                            | rola                        | uwagi |
| ---- | ---------------------------------------------------------------- | --------------------------- | ----- |
| 2017 | Tulipanowa gorączka Tulip Fever                                  | Mattheus                    |       |
| 2016 | After the Reality                                                | Scottie                     |       |
| 2015 | Playing It Cool                                                  | On sam                      |       |
| 2015 | Piłkarzyki rozrabiają Underdogs                                  | Jake                        | głos  |
| 2012 | Jak urodzić i nie zwariować What to Expect When You're Expecting | Evan                        |       |
| 2009 | Podróż powrotna Taking Chance                                    | mjr Robert Rouse            |       |
| 2007 | Ja cię kocham, a ty z nim Dan in Real Life                       | oficer policji              |       |
| 2007 | Prosto w serce Music and Lyrics                                  | Ray                         |       |
| 2007 | Chyba kocham swoją żonę I Think I Love My Wife                   | sprzedawca w domu towarowym |       |
| 2005 | Once Upon a Mattress                                             | pan Harry                   |       |

### Seriale i telewizja
| rok        | tytuł                                   | rola                     | uwagi                                                          |  |
| ---------- | --------------------------------------- | ------------------------ | -------------------------------------------------------------- |  |
| 2017- 2018 | Chirurdzy Grey's Anatomy                | Paul Stadler             | gościnnie                                                      |  |
| 2013       | Hollywood Game Night                    | On sam                   | Odcinek: "Don't Kill My Buzz-er"                               |  |
| 2012       | Live with Kelly                         | On sam                   | Współprowadzący                                                |  |
| 2011       | The Cleveland Show                      | Will Schuester           | s02e11: "How Do You Solve a Problem Like Roberta?"             |  |
| 2009       | Glee                                    | Will Schuester           | 2 nagrody (SAG i Satelita) 3 nominacje (min. do Złotego Globa) |  |
| 2008       | The Oaks                                | Jim                      |                                                                |  |
| 2005       | Wzór Numb3rs                            | Blaine Cleary            |                                                                |  |
| 2005       | Zaklinacz dusz Ghost Whisperer          | Matt Sembrook            | gościnnie                                                      |  |
| 2002-2004  | Nocny kurs Hack                         | Sam Wagner               | gościnnie                                                      |  |
| 2002       | CSI: Kryminalne zagadki Miami CSI:Miami | Jesse Stark              | gościnnie                                                      |  |
| 1998-2004  | Seks w wielkim mieście Sex and the City | Młodszy pomocnik kelnera | gościnnie                                                      |  |

## Nagrody
- Złoty Glob
  - Nominacja: Najlepszy aktor w serialu komediowym lub musicalu
  - (2010) Glee za rolę Willa Schuestera
- Nagroda Emmy
  - Nominacja: Najlepszy aktor w serialu komediowym: (2010) Glee za rolę Willa Schuestera
- Nagroda Grammy
  - Wygrana: Grammy Najlepszy album musicalowy
  - (2003) za "Lakier do włosów"
- Nagroda Gildii Aktorów Ekranowych
  - Wygrana: SAG Najlepszy zespół aktorski w serialu komediowym lub musicalu
  - (2009) za Glee
- Nagroda Tony
  - Nominacja: Tony Najlepszy aktor teatralny w musicalu
  - (2005) The Light in the Piazza za rolę Fabrizia Naccarelli